# Meliàcies
La família Meliaceae (Meliàcies), la família de la caoba, és una família de plantes amb flors la majoria arbres i arbusts (i algunes plantes herbàcies, i arbres de manglars) de l'ordre Sapindales.
Es caracteritzen per fulles alternes, generalment pinnades sense estípules, i per flors sincàrpiques, aparentment bisexuals (però en realitat majoritàriament crípticament unisexuals) portades en panícules, cimes, espigues o grups. La majoria de les espècies són de fulla perenne, però algunes són de fulla caduca, ja sigui en temporada seca o a l'hivern.
La família inclou aproximadament 53 gèneres i prop de 600 espècies conegudes, amb una distribució pantropical; un gènere (Toona) s'estén al nord cap a la Xina temperada i al sud al sud-est d'Austràlia, un altre (Synoum) al sud-est d'Austràlia i un altre (Melia) gairebé tan al nord com el gènere Toona.

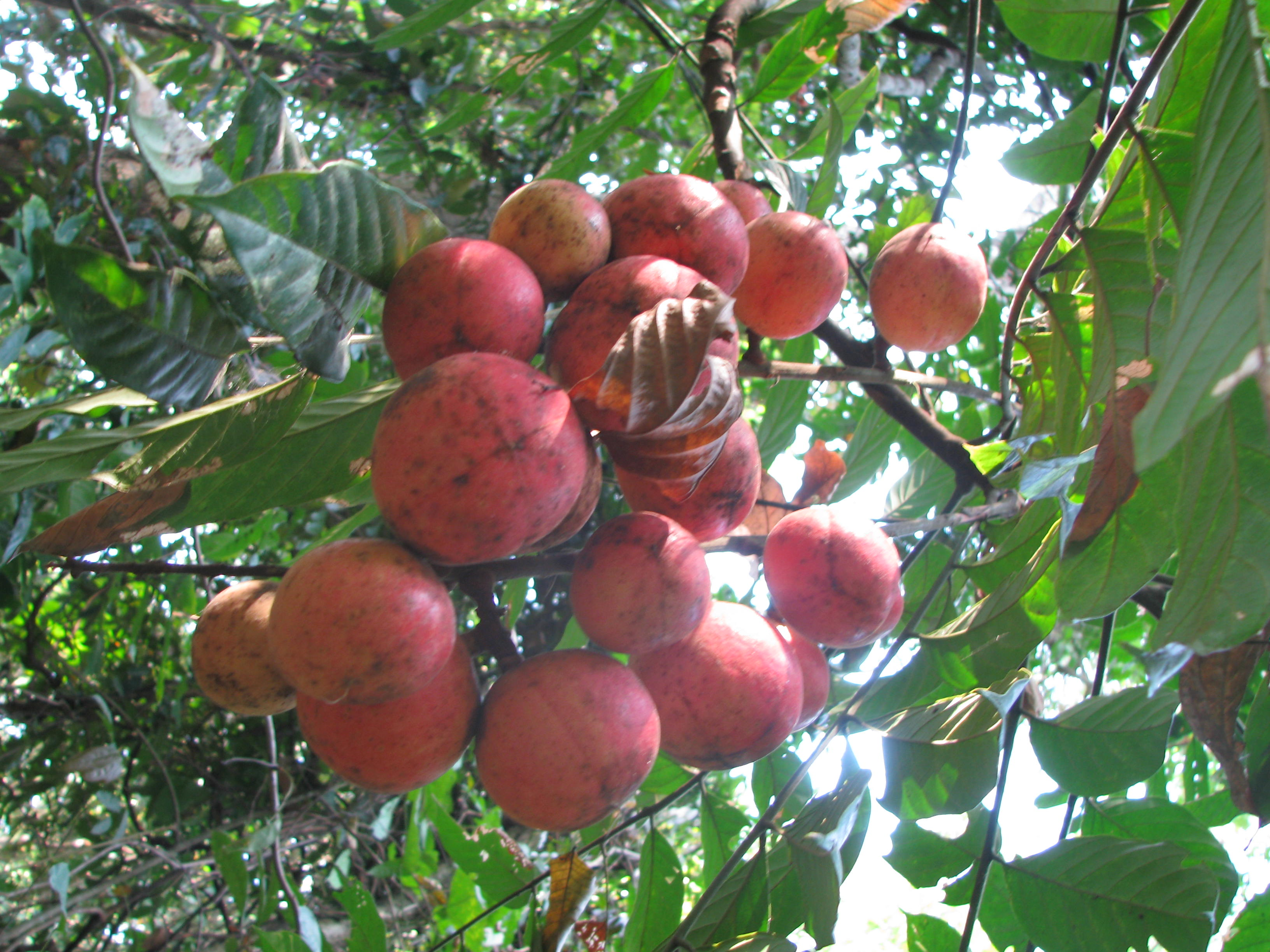
Fruits de Chisocheton cumingianus

## Usos
S'utilitzen diverses espècies per a oli vegetal, fabricació de sabó, insecticides i fusta molt apreciada (caoba).
Alguns gèneres i espècies econòmicament importants pertanyen a aquesta família:
- Nim (arbre) Azadirachta indica (Índia)
- Carapa: inclou els "arbres de cranc", p. Ex. Carapa procera (Amèrica del Sud i Àfrica)
- Cedrela odorata Amèrica Central i del Sud; fusta també coneguda com a cedre espanyol
- Entandrophragma: inclou sapel·li i "utile" o "sipo" (E. utile) d'Àfrica tropical
- Guarea, el gènere de Bossé o "caoba rosa" inclou: G. thompsonii i G. cedrata (Àfrica)
- Khaya inclou: la caoba d'Ivori i la caoba del Senegal (Àfrica tropical)
- Chinaberry o cedre blanc, Melia azedarach (Indomalàisia i Australàsia)
- Santol (Sandoricum koetjape), cultivat per la seva fruita comestible al sud-est asiàtic i al sud d'Àsia
- Swietenia és el clàssic gènere de "caoba" de les Amèriques tropicals
- Toona: el gènere d'espècies anomenades en anglès "toon tree" (Àsia tropical, Malèsia i Austràlia), especialment Toona ciliata.

S'utilitzen diverses espècies per a obtenir oli vegetal, fabricació de sabó, insecticides i fusta molt apreciada (caoba).
Algunes espècies es fan servir en jardineria i com a arbre d'alineació urbana.

## Gèneres

### Subfamília Cedreloideae
Aquesta també es coneix com a subfamília Swietenioideae.

#### tribu Cedreleae

Exemplar dAglaia odorata

#### tribu: Guareeae - Àfrica

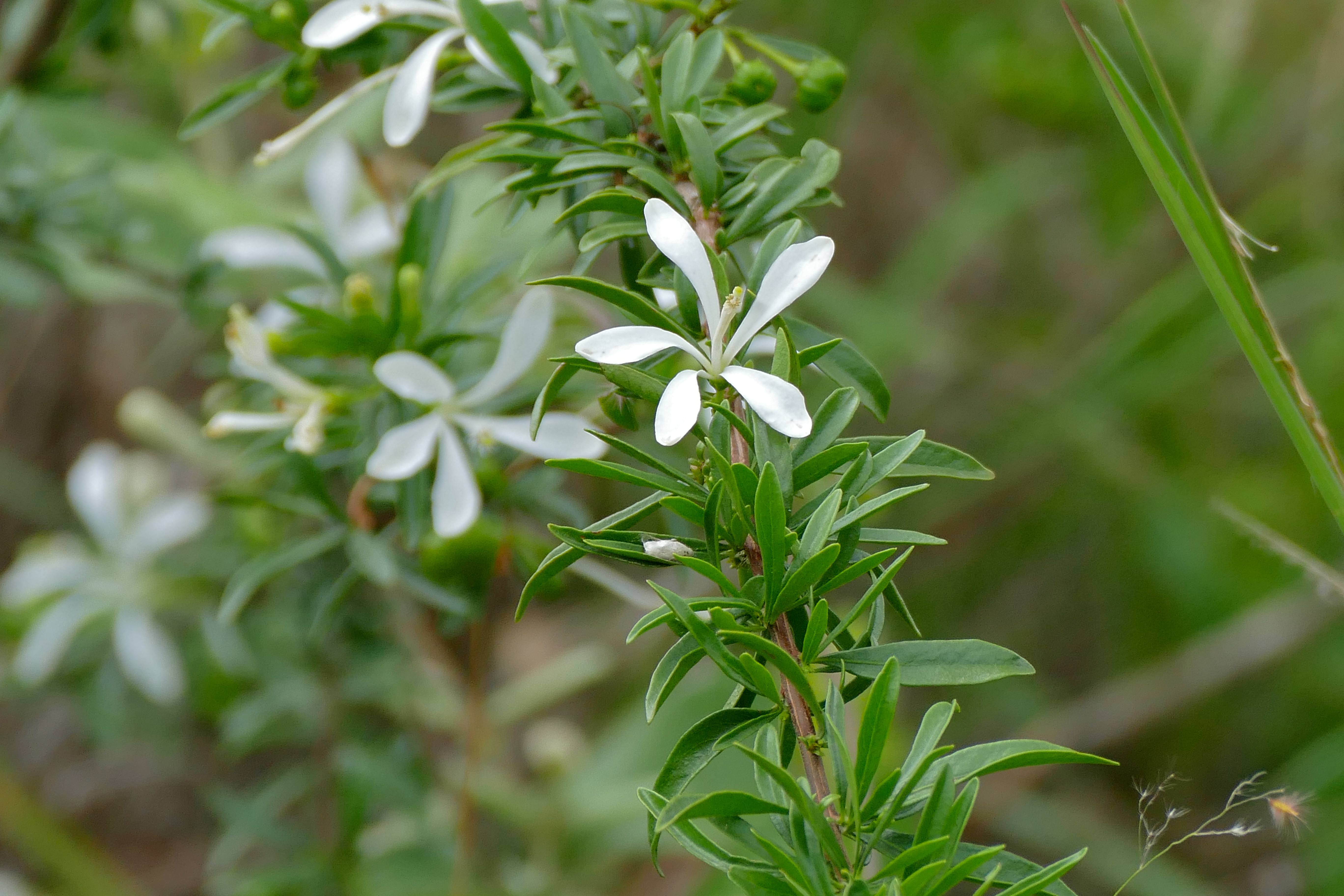
Turraea obtusifolia arbust espontani i ornamental que creix a Sud-àfrica

#### tribu Cedreleae[4]
- Cedrela – Amèriques
- Toona - Àsia

altres tribus i gèneres:
- Capuronianthus
- Carapa
- Chukrasia
- Entandrophragma
- Khaya
- Lovoa
- Neobeguea
- Pseudocedrela
- Schmardaea
- Soymida
- Swietenia
- Xylocarpus

### Subfamília Melioideae

#### tribu: Aglaieae
- Aglaia
- Lansium
- Reinwardtiodendron

- gèneres relacionats:
- Chisocheton
- Dysoxylum (synonym Pseudocarapa)
- Sphaerosacme

#### tribu: Guareeae[5]- Àfrica
- Guarea

- gèneres relacionats:
- Heckeldora
- Leplaea
- Ruagea
- Turraeanthus

#### tribu: Melieae
- Melia
- Azadirachta[7]

#### tribu: Sandoriceae
- Sandoricum

#### tribu: Turraeeae
- Calodecarya
- Humbertioturraea
- Munronia
- Naregamia
- Nymania
- Turraea

- gèneres relacionats:
- Anthocarapa

tribu: Trichilieae
- Astrotrichilia
- Cipadessa
- Ekebergia
- Heynea
- Lepidotrichilia
- Malleastrum
- Owenia
- Pseudobersama
- Pseudoclausena
- Pterorhachis
- Trichilia
- Walsura

#### tribu: Vavaeeae
- Vavaea

#### Sense tribu assignada
- Aphanamixis
- Cabralea
- Synoum